# Peer Gynt (opera)
Peer Gynt är en tysk opera i tre akter med musik av Werner Egk. Librettot skrevs av tonsättaren efter Henrik Ibsens pjäs Peer Gynt. Premiären ägde rum 24 november 1938 på Berliner Staatsoper där Egk var dirigent vid tillfället.

## Historia
Efter Egks framgångar med operan Die Zaubergeige 1935 fick han ett uppdrag på en ny opera från Berlins statsopera, där han arbetade som kapellmästare 1936–1940. I motsats till det populära temat för Die Zaubergeige ville han nu använda ett litterärt ämne. Han övergav snabbt sin ursprungliga plan att basera operan på den bibliska liknelsen om den förlorade sonen. En essä av George Bernard Shaw, skriven i samband med ett framförande av Edvard Griegs skådespelsmusik till Ibsens Peer Gynt, gav honom slutligen idén att använda detta material. Hans libretto är dock inte baserat på originaltexten, utan på den tyska översättningen av Ludwig Passarge. Egk sade att "Edvard Griegs berömda musik till Ibsens pjäs torde skrämma bort en kommersiell operaklåpare, men problemet ligger inte där utan i dramats olika dimensioner". Det var den rika blandningen av skandinavisk saga, Don Juan-äventyr, Faust-drama och symbolistisk labyrint som attraherade Egk. Då arbetet med operan krävde förkortning av texten fick alltför filosofiska passager strykas. 
Egk skrev texten mellan januari och september 1937. Han komponerade partituret mellan 1 november 1937 och 1 september 1938. Redan innan han var klar började han repetitionerna inför premiären, som ägde rum den 24 november 1938 på Berlins statsopera. Egk rapporterade i detalj om skapandet av verket och repetitionerna i programhäftet.
Verket hade ursprungligen bara en måttlig framgång. Redan premiären mötte politiskt motstånd från de styrande nationalsocialisterna. Nazipressen anklagade honom för att plagiera Tolvskillingsoperan och för att använda groteska harmonier och orkestreringar i vissa passager. Denna bedömning ändrades dock efter ett besök av Adolf Hitler, som personligen gratulerade Egk.
Trots den Stravinskij-artade musiken så godtogs den av propagandaministern Joseph Goebbels, vilket sedan har befläckat både operan och Egk. Efter en annan produktion i Frankfurt am Main 1940 avvisades dock verket igen som influerat av "negermusik" och spelades inte längre under Tredje rikets tid. Det var inte förrän 1952 som det blev succéföreställningar i München, Braunschweig (1953), Berlin (1954), Lübeck (1955) och Krefeld/Mönchengladbach (1959).

## Personer
- Peer Gynt (baryton)
- Solveig (sopran)
- Aase, Peer Gynts moder (alt)
- Ingrid (sopran)
- Mats, hennes brudgum (tenor)
- Den gamle (tenor)
- Den rödhåriga (sopran)
- Professorn (bas)
- Tre köpmän (Tenor, baryton, bas)
- Tre svarta fåglar (sopraner)
- En obekant (bas)
- Bonden på Haegstad (bas)
- Smeden (baryton)
- Fogden (tenor)
- Hans hustru (mezzosopran)
- En gamling (tenor)
- Ett hofftroll (sopran)
- Ett litet troll (sopran)
- En köksmästare (tenor)

## Handling
Peer är hatad och fruktad av alla. Endast Solveig sympatiserar med honom men då hon avvisar hans frieri rövar han bort Ingrid, bara för att sedan förkasta henne. En rödhårig kvinna lurar in honom i Dovrefjället där trollen bor. Situationen blir hotfull och Peer ropar på Solveig. Den rödhåriga föder Peer ett fult barn och han flyr. I Centralamerika 20 år senare har Peer blivit en förmögen man men han ruineras av tjuvar. I en bar möter han den rödhåriga som hånar honom. Peer beger sig hemåt men en främling leder honom tillbaka till Dovrefjället. Han ber sin moder om förlåtelse och förenas slutligen med Solveig.